# Tour della nazionale maschile di rugby a 15 del Sudafrica 1969-1970
Nel 1969 la Nazionale sudafricana di rugby a 15 si reca in tour in Europa. Sarà un viaggio deludente con due sconfitte e due pareggi nei test ufficiali.

## Risultati
| Oxford 5 novembre 1969 | Univ. di Oxford | 6 – 3 | Sudafrica XV | Ifley Road |

| Leicester 8 novembre 1969 | Midland Counties East | 9 – 11 | Sudafrica XV | Welford Road |

| Newport 12 novembre 1969 | Newport RFC | 11 – 6 | Sudafrica XV | Rodney Parade |

| Swansea 15 novembre 1969 | Swansea RFC | 0 – 12 | Sudafrica XV | St. Helen's |

| Ebb Wale 19 novembre 1969 | Gwent | 8 – 17 | Sudafrica XV | Sport Ground |

| Londra 22 novembre 1969 | London Counties | 6 – 22 | Sudafrica XV | Twickenham |

| Manchester 26 novembre 1969 | North Western Counties | 9 – 12 | Sudafrica XV |  |

| Aberdeen 2 dicembre 1969 | North & Midlands of Scotland | 3 – 37 | Sudafrica XV |  |

| Arbitro: | Meirion Joseph |

|          |      |         |
| I. Smith | mt   |         |
| I. Smith | c.p. | Visagie |

| Port Talbot 10 dicembre 1969 | Aberavon & Neath | 0 – 27 | Sudafrica XV | Athletic Ground |

| Cardiff 13 dicembre 1969 | Cardiff RFC | 3 – 17 | Sudafrica XV | National Stadium |

| Aldershot 16 dicembre 1969 | Combined Services | 6 – 14 | Sudafrica XV |  |

| Arbitro: | Kevin Kelleher |

|               |      |          |
| Larter Pullin | mt   | Greyling |
| Hiller        | tr   | Visagie  |
| Hiller        | c.p. | Visagie  |

| Exeter 27 dicembre 1969 | South Western Counties | 6 – 9 | Sudafrica XV |  |

| Bristol 31 dicembre 1969 | Western Counties | 3 – 3 | Sudafrica XV |  |

| 1970 | New Brighton & North of Ireland XV | 6 – 22 | Sudafrica XV |  |

| Gosforth 3 gennaio 1970 | North Eastern Counties | 11 – 24 | Sudafrica XV |  |

| Coventry 6 gennaio 1970 | West Midlands | 6 – 21 | Sudafrica XV |  |

| Arbitro: | T.Grierson |

| |            | |
| mete: Duggan trasf.: Kiernan c.p.: Kiernan | Marcatori  | mete: Greyling trasf.: H. de Villiers c.p.: H. de Villiers |
| 15 Tom Kiernan (c) 14 Alan Duggan, 11 William Brown 13 Barry Bresnihan, 12 Mike Gibson 10 Barry McGann, 9 Roger Young 8 Ken Goodall, 7 Fergus Slattery, 6 Ronnie Lamont 5 Willie-John McBride, 4 Charles Campbell 3 Philo O'Callaghan, 2 Ken Kennedy, 1 Syd Millar | Formazioni | 15 H. de Villiers 14 Syd Nomis, 11 Andy van der Watt 13 Tonie Roux, 12 Mannetjie Roux 10 Mike Lawless, 9 Dawie de Villiers (c) 8 Tommy Bedford, 7 Jan Ellis, 6 Piet Greyling 5 Sakkie de Klerk, 4 Frik du Preez 3 Hannes Marais, 2 Charlie Cockrell, 1 Mof Myburgh sostituti: Tiny Neethling, Robbie Barnard Dirkie de Vos, Piet Visagie |

| Limerick 14 gennaio 1970 | Munster | 9 – 25 | Sudafrica XV | Thomond Park |

| Galashiels 17 gennaio 1970 | South of Scotland | 3 – 3 | Sudafrica XV |  |

| Arbitro: | G. Lamb |

| |            | |
| mete: Edwards c.p.: Edwards | Marcatori  | mete: Nomis c.p.: H. de Villiers |
| 15 JPR Williams 14 Phil Bennett, 11 Ian Hall 13 John Dawes, 12 Billy Raybould 10 Barry John, 9 Gareth Edwards (c) 8 Mervyn Davies, 7 Dennis Hughes, 6 Dai Morris 5 Delme Thomas, 4 Geoff Evans 3 Barry Llewelyn, 2 Vic Perrins, 1 Denzil Williams sostituti: 16 Jim Shanklin, 17 G.J. Treharre 18 Jeff Young, 19 Derek Quinnell | Formazioni | 15 H. de Villiers 14 Syd Nomis, 11 Gert Muller 13 Tonie Roux, 12 JP van der Merwe 10 Mike Lawless, 9 Dawie de Villiers (c) 8 Tommy Bedford, 7 Jan Ellis, 6 Piet Greyling 5 Sakkie de Klerk, 4 Frik du Preez 3 Hannes Marais, 2 Charlie Cockrell, 1 Mof Myburgh sostituti: 16 Tiny Neethling, 17 Robbie Barnard 18 Dirkie de Vos, 19 Piet Visagie |

| Londra 31 gennaio 1970 | Barbarians | 12 – 21 | Sudafrica XV | Twickenham |